# Servio Sulpicio Galba (cónsul 144 a. C.)
Servio Sulpicio Galba (en latín, Servius Sulpicius Galba; c. 194-c. 129 a. C.) fue un político y militar romano del siglo II a. C. perteneciente a la gens Sulpicia. Ocupó diversas magistraturas, entre las que destacan la pretura y el consulado. Su gobierno de la Hispania Ulterior destacó por su conducta cruel que pudo ser el detonante de la guerra de guerrillas que después enfrentó a la República con Viriato. Cicerón lo consideraba un gran orador.

## Familia
Galba fue miembro de los Sulpicios Galbas, una familia patricia de la gens Sulpicia. Fue hijo de Servio Sulpicio Galba y padre de Servio Sulpicio Galba y Cayo Sulpicio Galba.

## Tribuno militar en Macedonia
Tribuno militar en el año 167 a. C. comandando la segunda legión romana en Macedonia a las órdenes de Emilio Paulo, a quien era profundamente hostil. Después de la derrota de Perseo de Macedonia, cuando Emilio regresó a Roma, Galba trató de impedir que le fuera concedido el triunfo, pero sin éxito.

## Pretor en Hispania
En 151 a. C. le fue encomendado el gobierno de la Hispania Ulterior en el reparto de provincias pretorias, donde sustituyó a Marco Atilio Serrano, conquistador de Oxtraca. Prosiguió la guerra contra los celtíberos. Para castigar las incursiones de los lusitanos a las ciudades sometidas al yugo romano, los atacó en los confines de las actuales Andalucía y Extremadura. Los lusitanos causaron a Galba enormes pérdidas y tuvo que retirarse a sus cuarteles de invierno en Conistorgis.
Renovado el año siguiente su imperium (esta vez en calidad de propretor), en la primavera entró nuevamente en la Lusitania y asoló su país. Cuando los lusitanos enviaron una embajada protestando por la violación del tratado que habían hecho con Atilio, a la vez que prometían observar los términos del acuerdo con fidelidad, Galba recibió amablemente a los embajadores y lamentó que las circunstancias, especialmente la pobreza de su país, los hubiera inducido a la rebelión contra los romanos. Les prometió tierras fértiles donde se podrían establecer para cultivarlas y habitarlas con sus familias, efectuando asentamientos bajo la protección de Roma si permanecían leales. Acudieron unos treinta mil lusitanos solicitando el cumplimiento de esta promesa. Galba los repartió en tres campamentos y les exigió que entregaran sus armas en señal de amistad; entonces los rodeó con todo su ejército y ordenó atacarlos; unos nueve mil fueron acuchillados y más de veintemil fueron hechos prisioneros y vendidos como esclavos en las Galias. De entre los pocos que pudieron escapar estuvo Viriato, quien años después tomaría venganza de esta traición romana dando comienzo a las guerras lusitanas.

## Juicio en Roma
Esta conducta fue denunciada por el tribuno de la plebe Lucio Escribonio Libón, que lo acusó cuando al término de su mandato (149 a. C.) volvió a Roma. También recibió críticas de Catón el Viejo, quien ya contaba con ochenta y cinco años, por su conducta.
Se le instruyó un proceso acusado de pactar ilegalmente, de traicionar lo pactado y de retener personalmente la mayor parte del botín. Pero, gracias a su aristocrático origen, al cohecho y a su probada elocuencia, logró la absolución. No obstante Libón consiguió que se aprobara una ley que ordenaba el rescate de los lusitanos vendidos por Galba y poco después el Senado aprobó la lex Calpurnia que iba especialmente dirigida contra los gobernadores culpables de concusión.

## Consulado
En el año 144 a. C., fue elegido cónsul con Lucio Aurelio Cota. Los dos cónsules se disputaron quién tendría el mando de Hispania donde Viriato al frente de los lusitanos se había sublevado. La discordia reinante también llegó al Senado, pero se resolvió al final que nadie debía ser enviado a la península ibérica y que Quinto Fabio Máximo Emiliano, el cónsul del año anterior, debería seguir al mando del ejército en Hispania.
En el año 138 a. C., habló en favor de los publicani.

## Carácter
Apiano afirmó que, a pesar de ser muy rico, era extremadamente tacaño y que no tenía el menor escrúpulo en mentir o cometer perjurio siempre y cuando con ello pudiera obtener beneficios económicos.
Cicerón habla de su talento como orador con elogio y lo llama el primero de los romanos cuya oratoria era lo que debería ser. Su oratoria tenía gran poder, la cual era incrementada por el uso de una gesticulación apasionada.

## En la ficción
El personaje de Servio Sulpicio Galba fue interpretado por el actor Lluís Homar en la serie de televisión española Hispania, la leyenda, en la que se relatan los enfrentamientos con Viriato, y en la secuela de esta, Imperium, en la que se desarrollan las intrigas políticas en Roma.